# Louis Alphonse Huchet-Dreux
Pour les articles homonymes, voir Huchet et Dreux (homonymie).
Louis Alphonse Nicolas Huchet-Dreux est un homme politique français né le 19 février 1753 et décédé le 10 juillet 1814 à La Croix-en-Touraine.

## Biographie
Propriétaire à La Croix-de-Bléré, il est élu député d'Indre-et-Loire au Conseil des Cinq-Cents le 22 germinal an V et y siège jusqu'en l'an VII.